# Tony Jackson

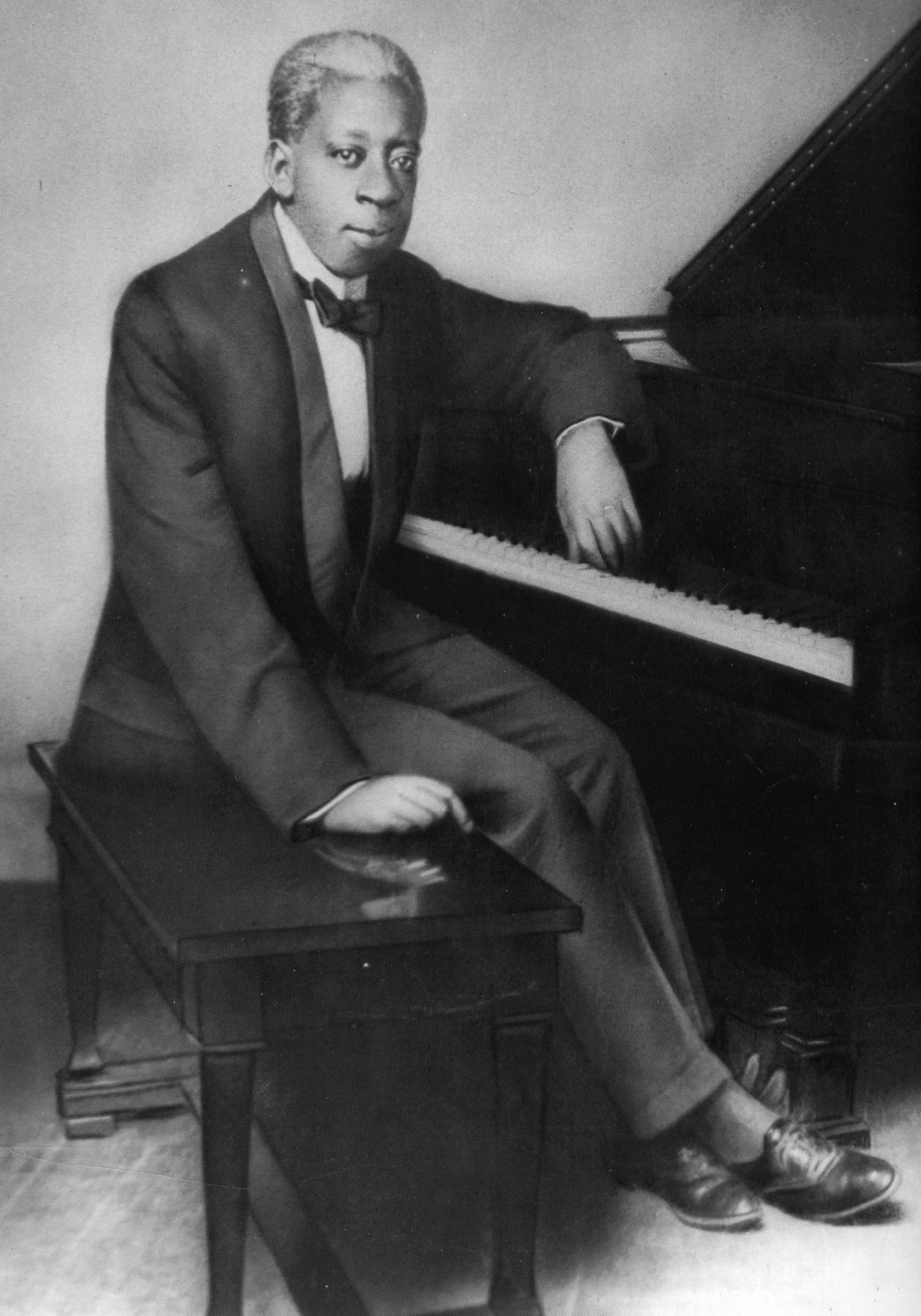
Tony Jackson in den 1910ern

Anthony (Antonio) Jackson (* 5. Juni 1876 in New Orleans, Louisiana; † 20. April 1920 in Chicago, Illinois), bekannt als Tony Jackson, war ein US-amerikanischer Pianist, Sänger und Komponist. Sein bekanntestes Stück dürfte Pretty Baby sein, das 1916 erstmals auf Schallplatte erschien. Etliche spätere Musiker, insbesondere Jelly Roll Morton, bezeichnen Jackson als eines ihrer wesentlichen musikalischen Vorbilder.
Der Afroamerikaner Jackson wuchs in ärmlichen Verhältnissen auf. Schon früh zeigte sich sein musikalisches Talent. Mit etwa 10 Jahren konstruierte er aus gefundenen Teilen eine Art Cembalo, da sich seine Familie kein Klavier leisten konnte.
Mit 13 begann Jackson, in einem Honky Tonk Piano zu spielen. 15-jährig galt er vielen als der beste Pianist in New Orleans. Er wurde einer der angesagtesten Entertainer im Vergnügungsviertel Storyville. Angeblich konnte er jede Melodie, die er hörte, behalten und spielen. Sein Repertoire umfasste Ragtime, Cakewalk, aktuelle Hits aus Nord- und Lateinamerika sowie Europa, Blues und populäre klassische Stücke.
Um 1912 zog Tony Jackson nach Chicago, wo er in Clubs und Bars spielte. Er starb hier 1920 im Alter von knapp 44 Jahren, vermutlich an Syphilis.